# La Janda
La Janda è una comarca della Spagna, situata nella provincia di Cadice, in Andalusia.